# Naoki Inoue
Naoki Inoue (japanisch 井上 直輝 Inoue Naoki; * 5. August 1997 in der Präfektur Osaka) ist ein japanischer Fußballspieler.

## Karriere
Inoue erlernte das Fußballspielen in der Schulmannschaft der Rissho University Shonan High School und der Universitätsmannschaft der Biwako Seikei Sport College. Seinen ersten Vertrag unterschrieb er 2020 bei Blaublitz Akita. Der Verein aus Akita spielte in der dritthöchsten Liga des Landes, der J3 League. Ende 2020 wurde er mit Akita Meister und stieg in die zweite Liga auf. Nach insgesamt 97 Ligaspielen, in denen er acht Treffer erzielte, wechselte er im Januar 2024 nach Toyama zum Drittligisten Kataller Toyama. Am Ende der Saison 2024 belegte er mit dem Verein den dritten Platz und qualifizierte sich für die Aufstiegsspiele. Hier spielte man im Finale gegen Matsumoto Yamaga 2:2-Unentschieden. Da Katallar in der regulären Spielzeit den dritten Platz belegte, stieg man in die zweite Liga auf.

## Erfolge
Blaublitz Akita
- Japanischer Drittligameister: 2020